# Draft de la NFL de 2022
El Draft de la NFL de 2022 fue la 87.ª edición de la reunión anual de selección de jugadores de la National Football League (NFL) y se llevó a cabo del 28 al 30 de abril de 2022 en el Caesars Forum en Las Vegas Strip en Paradise, Nevada. La primera ronda se llevó a cabo el jueves 28 de abril y fue seguida por la segunda y tercera rondas el viernes 29 de abril. El draft concluyó con las rondas 4 a 7 el sábado 30 de abril. Fue el primer draft que se llevó a cabo en el área metropolitana de Las Vegas.
Los Jacksonville Jaguars eligieron con la primera selección por solo la segunda vez en la historia del equipo, seleccionando a un jugador de Georgia con la primera selección por la decimoquinta vez.

## Selecciones del Draft
|  |  | Indica jugador miembro del Pro Football Hall of Fame                                |
|  |  | Indica jugador que ha sido seleccionado por lo menos en un Pro Bowl y en el All-Pro |
|  |  | Indica jugador que ha sido seleccionado por lo menos en un Pro Bowl                 |
|  |  | Indica jugador que ha sido seleccionado por lo menos en un All-Pro                  |

| C  | Center            |     | CB                 | Cornerback |                   | DB | Defensive back   |  | DE | Defensive end |
| DL | Defensive lineman | DT  | Defensive tackle   | FB         | Fullback          | FS | Free safety      |  |    |               |
| G  | Guard             | HB  | Halfback           | ILB        | Inside linebacker | K  | Placekicker      |  |    |               |
| KR | Kick returner     | LB  | Linebacker         | LS         | Long snapper      | OT | Offensive tackle |  |    |               |
| OL | Offensive lineman | OLB | Outside linebacker | NT         | Nose tackle       | P  | Punter           |  |    |               |
| PR | Punt returner     | QB  | Quarterback        | RB         | Running back      | S  | Safety           |  |    |               |
| SS | Strong safety     | TB  | Tailback           | TE         | Tight end         | WR | Wide receiver    |  |    |               |

### Primera ronda
| Pick | Equipo                | Jugador             | Pos. | Universidad        | Conf.         |
| ---- | --------------------- | ------------------- | ---- | ------------------ | ------------- |
| 1    | Jacksonville Jaguars  | Travon Walker       | DE   | Georgia            | SEC           |
| 2    | Detroit Lions         | Aidan Hutchinson    | DE   | Michigan           | Big Ten       |
| 3    | Houston Texans        | Derek Stingley Jr.  | CB   | LSU                | SEC           |
| 4    | New York Jets         | Sauce Gardner       | CB   | Cincinnati         | The American  |
| 5    | New York Giants       | Kayvon Thibodeaux   | DE   | Oregon             | Pac-12        |
| 6    | Carolina Panthers     | Ikem Ekwonu         | OT   | NC State           | ACC           |
| 7    | New York Giants       | Evan Neal           | OT   | Alabama            | SEC           |
| 8    | Atlanta Falcons       | Drake London        | WR   | USC                | Pac-12        |
| 9    | Seattle Seahawks      | Charles Cross       | OT   | Mississippi State  | SEC           |
| 10   | New York Jets         | Garrett Wilson      | WR   | Ohio State         | Big Ten       |
| 11   | New Orleans Saints    | Chris Olave         | WR   | Ohio State         | Big Ten       |
| 12   | Detroit Lions         | Jameson Williams    | WR   | Alabama            | SEC           |
| 13   | Philadelphia Eagles   | Jordan Davis        | DT   | Georgia            | SEC           |
| 14   | Baltimore Ravens      | Kyle Hamilton       | S    | Notre Dame         | Independiente |
| 15   | Houston Texans        | Kenyon Green        | G    | Texas A&M          | SEC           |
| 16   | Washington Commanders | Jahan Dotson        | WR   | Penn State         | Big Ten       |
| 17   | Los Angeles Chargers  | Zion Johnson        | G    | Boston College     | ACC           |
| 18   | Tennessee Titans      | Treylon Burks       | WR   | Arkansas           | SEC           |
| 19   | New Orleans Saints    | Trevor Penning      | OT   | Northern Iowa      | MVFC          |
| 20   | Pittsburgh Steelers   | Kenny Pickett       | QB   | Pittsburgh         | ACC           |
| 21   | Kansas City Chiefs    | Trent McDuffie      | CB   | Washington         | Pac-12        |
| 22   | Green Bay Packers     | Quay Walker         | LB   | Georgia            | SEC           |
| 23   | Buffalo Bills         | Kaiir Elam          | CB   | Florida            | SEC           |
| 24   | Dallas Cowboys        | Tyler Smith         | OT   | Tulsa              | The American  |
| 25   | Baltimore Ravens      | Tyler Linderbaum    | C    | Iowa               | Big Ten       |
| 26   | New York Jets         | Jermaine Johnson II | DE   | Florida State      | ACC           |
| 27   | Jacksonville Jaguars  | Devin Lloyd         | LB   | Utah               | Pac-12        |
| 28   | Green Bay Packers     | Devonte Wyatt       | DT   | Georgia            | SEC           |
| 29   | New England Patriots  | Cole Strange        | G    | Chattanooga        | SoCon         |
| 30   | Kansas City Chiefs    | George Karlaftis    | DE   | Purdue             | Big Ten       |
| 31   | Cincinnati Bengals    | Daxton Hill         | S    | Michigan           | Big Ten       |
| 32   | Minnesota Vikings     | Lewis Cine          | S    | Georgia            | SEC           |
| 33   | Tampa Bay Buccaneers  | Logan Hall          | DT   | Houston            | The American  |
| 34   | Green Bay Packers     | Christian Watson    | WR   | North Dakota State | MVFC          |
| 35   | Tennessee Titans      | Roger McCreary      | CB   | Auburn             | SEC           |
| 36   | New York Jets         | Breece Hall         | RB   | Iowa State         | Big 12        |
| 37   | Houston Texans        | Jalen Pitre         | S    | Baylor             | Big 12        |
| 38   | Atlanta Falcons       | Arnold Ebiketie     | DE   | Penn State         | Big Ten       |
| 39   | Chicago Bears         | Kyle Gordon         | CB   | Washington         | Pac-12        |
| 40   | Seattle Seahawks      | Boye Mafe           | DE   | Minnesota          | Big Ten       |
| 41   | Seattle Seahawks      | Kenneth Walker III  | RB   | Michigan State     | Big Ten       |
| 42   | Minnesota Vikings     | Andrew Booth Jr.    | CB   | Clemson            | ACC           |
| 43   | New York Giants       | Wan'Dale Robinson   | WR   | Kentucky           | SEC           |
| 44   | Houston Texans        | John Metchie III    | WR   | Alabama            | SEC           |
| 45   | Baltimore Ravens      | David Ojabo         | LB   | Michigan           | Big Ten       |
| 46   | Detroit Lions         | Josh Paschal        | DE   | Kentucky           | SEC           |
| 47   | Washington Commanders | Phidarian Mathis    | DT   | Alabama            | SEC           |
| 48   | Chicago Bears         | Jaquan Brisker      | S    | Penn State         | Big Ten       |
| 49   | New Orleans Saints    | Alontae Taylor      | CB   | Tennessee          | SEC           |
| 50   | New England Patriots  | Tyquan Thornton     | WR   | Baylor             | Big 12        |
| 51   | Philadelphia Eagles   | Cameron Jurgens     | C    | Nebraska           | Big Ten       |
| 52   | Pittsburgh Steelers   | George Pickens      | WR   | Georgia            | SEC           |
| 53   | Indianapolis Colts    | Alec Pierce         | WR   | Cincinnati         | The American  |
| 54   | Kansas City Chiefs    | Skyy Moore          | WR   | Western Michigan   | MAC           |
| 55   | Arizona Cardinals     | Trey McBride        | TE   | Colorado State     | MW            |
| 56   | Dallas Cowboys        | Sam Williams        | DE   | Ole Miss           | SEC           |
| 57   | Tampa Bay Buccaneers  | Luke Goedeke        | OT   | Central Michigan   | MAC           |
| 58   | Atlanta Falcons       | Troy Andersen       | LB   | Montana State      | Big Sky       |
| 59   | Minnesota Vikings     | Ed Ingram           | G    | LSU                | SEC           |
| 60   | Cincinnati Bengals    | Cam Taylor-Britt    | CB   | Nebraska           | Big Ten       |
| 61   | San Francisco 49ers   | Drake Jackson       | DE   | USC                | Pac-12        |
| 62   | Kansas City Chiefs    | Bryan Cook          | S    | Cincinnati         | The American  |
| 63   | Buffalo Bills         | James Cook          | RB   | Georgia            | SEC           |
| 64   | Denver Broncos        | Nik Bonitto         | LB   | Oklahoma           | Big 12        |